# 孔多爾半島
71°46′S 61°30′W / 71.767°S 61.500°W
孔多爾半島是南極洲的半島，位於帕爾默地東岸，長60公里、寬20至30公里，由美國探險隊發現，美國地質調查局在1974年把半島繪入地圖。